# Нацука Йосіхіро
Йосіхіро Нацука (яп. 名塚 善寛, нар. 7 жовтня 1969, Фунабасі) — японський футболіст, що грав на позиції захисника. По завершенні ігрової кар'єри — футбольний тренер.
Виступав за «Бельмаре Хірацука» та «Консадолє Саппоро», а також національну збірну Японії.

## Клубна кар'єра
У дорослому футболі дебютував 1988 року виступами за команду «Фудзіта Індастріс», яка з 1992 року, зі створенням Джей-ліги, була перейменована у «Бельмаре Хірацука». Всього взяв участь у клубі у 259 матчах чемпіонату, а у сезоні 1994 року виграв Кубок Імператора і був включений до символічної збірної чемпіонату.
На початку 1999 року перейшов до клубу «Консадолє Саппоро», за який відіграв три сезони. Граючи у складі «Консадолє Саппоро» також здебільшого виходив на поле в основному складі команди. Завершив професійну кар'єру футболіста виступами за команду «Консадолє Саппоро» у кінці 2001 року.

## Виступи за збірну
1994 року дебютував в офіційних матчах у складі національної збірної Японії. 
У складі збірної був учасником Кубка Короля Фахда 1995 року у Саудівській Аравії.
Протягом кар'єри у національній команді, яка тривала усього 2 роки, провів у формі головної команди країни 11 матчів, забивши 1 гол.

## Кар'єра тренера
2002 року, відразу по завершенні ігрової кар'єри, залишився в «Консадолє Саппоро», де очолив академію клубу.

## Статистика

### Клубна
| Чемпіонат | Чемпіонат           | Чемпіонат   | Ліга | Ліга | Кубок            | Кубок            | Кубок ліги      | Кубок ліги      | Всього | Всього |
| Сезон     | Клуб                | Ліга        | Ігри | Голи | Ігри             | Голи             | Ігри            | Голи            | Ігри   | Голи   |
| Японія    | Японія              | Японія      | Ліга | Ліга | Кубок Імператора | Кубок Імператора | Кубок Джей-ліги | Кубок Джей-ліги | Всього | Всього |
| --------- | ------------------- | ----------- | ---- | ---- | ---------------- | ---------------- | --------------- | --------------- | ------ | ------ |
| 1988/89   | «Фудзіта Індастріс» | ЯФЛ         | 10   | 0    |                  |                  |                 |                 | 10     | 0      |
| 1989/90   | «Фудзіта Індастріс» | ЯФЛ         | 8    | 0    |                  |                  | 4               | 0               | 12     | 0      |
| 1990/91   | «Фудзіта Індастріс» | ЯФЛ2        | 22   | 2    |                  |                  | 1               | 0               | 23     | 2      |
| 1991/92   | «Фудзіта Індастріс» | ЯФЛ2        | 24   | 3    |                  |                  | 3               | 0               | 27     | 3      |
| 1992      | «Фудзіта Індастріс» | ЯФЛ         | 18   | 2    |                  |                  | -               | -               | 18     | 2      |
| 1993      | «Фудзіта Індастріс» | ЯФЛ         | 18   | 2    | 1                | 0                | 6               | 0               | 25     | 2      |
| 1994      | «Бельмаре Хірацука» | Джей-ліга   | 41   | 1    | 5                | 0                | 1               | 0               | 47     | 1      |
| 1995      | «Бельмаре Хірацука» | Джей-ліга   | 45   | 1    | 2                | 1                | -               | -               | 47     | 2      |
| 1996      | «Бельмаре Хірацука» | Джей-ліга   | 14   | 0    | 0                | 0                | 13              | 2               | 27     | 2      |
| 1997      | «Бельмаре Хірацука» | Джей-ліга   | 32   | 3    | 3                | 0                | 6               | 0               | 41     | 3      |
| 1998      | «Бельмаре Хірацука» | Джей-ліга   | 27   | 0    | 2                | 0                | 2               | 0               | 31     | 0      |
| 1999      | «Консадолє Саппоро» | Джей-ліга 2 | 32   | 3    | 0                | 0                | 2               | 0               | 34     | 3      |
| 2000      | «Консадолє Саппоро» | Джей-ліга 2 | 29   | 3    | 2                | 0                | 1               | 0               | 32     | 3      |
| 2001      | «Консадолє Саппоро» | Джей-ліга   | 18   | 0    | 1                | 0                | 1               | 0               | 20     | 0      |
| Країна    | Японія              | Японія      | 338  | 20   | 16               | 1                | 40              | 2               | 394    | 23     |
| Всього    | Всього              | Всього      | 338  | 20   | 16               | 1                | 40              | 2               | 394    | 23     |

### Збірна
| Збірна Японії | Збірна Японії | Збірна Японії |
| Роки          | Ігри          | Голи          |
| ------------- | ------------- | ------------- |
| 1994          | 9             | 1             |
| 1995          | 2             | 0             |
| Всього        | 11            | 1             |

## Досягнення

### Командні
- Володар Кубка Імператора: 1994

### Індивідуальні
- Включений у збірну Джей-ліги; 1994